# 赖萨克
赖萨克（法語：Rayssac，法語發音：[ʁɛsak]）是法国奥克西塔尼大区塔恩省的一个市镇，属于卡斯特尔区。

## 地理
赖萨克（43°49'4"N, 2°24'51"E）面积29.95 平方千米，位于法国奧克西塔尼大區塔恩省，该省份为法国南部内陆省份，北起顺时针与阿韦龙省、埃罗省、奥德省、上加龙省和塔恩-加龙省接壤。
与赖萨克接壤的市镇（或旧市镇、城区）包括：阿里法、拉卡兹、勒马斯诺-马叙吉耶斯、蒙罗克、波利内、圣皮埃尔-德特里维西、泰耶。

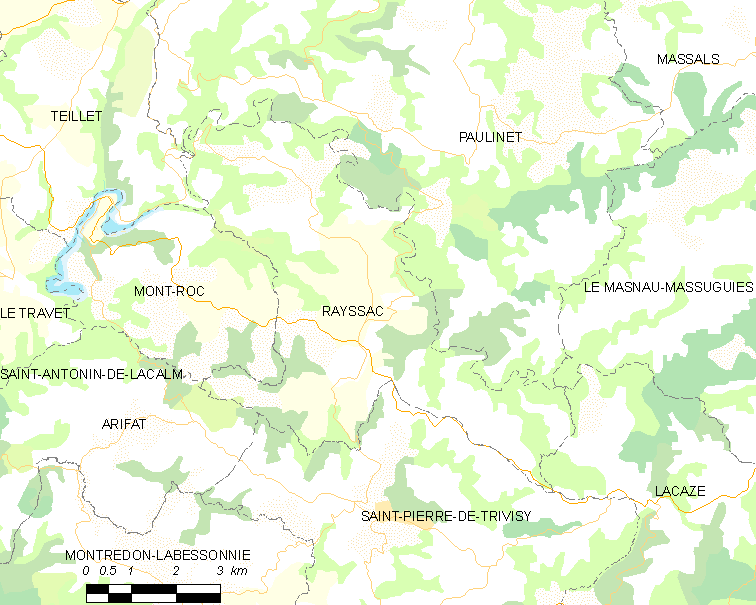
赖萨克的OSM定位图

赖萨克的时区为UTC+01:00、UTC+02:00（夏令时）。

## 行政
赖萨克的邮政编码为81330，INSEE市镇编码为81221。

## 政治
赖萨克所属的省级选区为上达杜县。

## 人口

1962-2008年间赖萨克人口变化图示

赖萨克于2022年1月1日时的人口数量为233人。